# 박상남
박상남(1994년 1월 29일 ~ )은 대한민국의 배우이다.

## 출연작

### 드라마
- 2016년 JTBC 금토 미니시리즈 《청춘시대》 ... 카페 알바남 역
- 2017년 웹 드라마 《오빠가 사라졌다》 ... 강동현 역
- 2017년 SBS 드라마 스페셜 《엽기적인 그녀》
- 2018년 웹 드라마 《연애는 무슨 연애》
- 2019년 웹 드라마 《제주많은 해수》
- 2019년 SBS 드라마 스페셜 《빅이슈》 ... 언론인 역
- 2019년 웹 드라마 《스탠바이 큐레이터》 ... 조쉬 리 역
- 2019년 웹 드라마 《김요한 이야기》 ... 김요한 역
- 2020년 웹 드라마 《오늘도, 참치마요》
- 2020년 웹 드라마 《트웬티 트웬티》
- 2021년 웹 드라마 《당신의 운명을 쓰고 있습니다》 ... 명 역
- 2021년 tvN 월화 미니시리즈 《너는 나의 봄》 ... 패트릭 역
- 2022년 tvN 월화 미니시리즈 《군검사 도베르만》 ... 알렌 역
- 2023년 tvN 수목 미니시리즈 《성스러운 아이돌》 ... 사감재 역
- 2023년 KBS2 단막극 《KBS 드라마 스페셜 - 그림자 고백》 ... 재운 역
- 2024년 KBS1 저녁 일일연속극 《결혼하자 맹꽁아!》[3] ... 구단수 / 홀리 역

### 영화
- 2020년 영화 《모든 걸 걸었어》
- 2023년 천만영화 《범죄도시 3》 ... 클럽 ORANGE MD 역
- 2023년 영화 《그림자 고백》
- 2024년 영화 《대치동 스캔들》 ... 기행 역
- 2025년 영화 《로망스》 ... 안현우 역

### 연극
- 《조제 호랑이 그리고 물고기들》

### 예능
- 《쑈미옵빠》

### 광고
- 아몬드브리즈

### 뮤직비디오
- 태익 - 오늘은 말할래

## 수상 목록
- 2024년 KBS 연기대상 남자 신인상